# جينيفر ميشيل براون
جينيفر ميشيل براون (بالإنجليزية: Jennifer Michelle Brown)‏ هي موسيقية وممثلة أمريكية، ولدت في 29 يوليو 1995 في فيلادلفيا في الولايات المتحدة.

## وصلات خارجية
- جينيفر ميشيل براون على موقع IMDb (الإنجليزية)
- جينيفر ميشيل براون على موقع قاعدة بيانات الفيلم (الإنجليزية)